# Рильський Владислав Олександрович
Владисла́в Олекса́ндрович Ри́льський (20 липня 1992, Вінниця — 14 серпня 2014, смт Новосвітлівка) — лейтенант 24-ї окремої механізованої бригади Збройних сил України, учасник російсько-української війни.

## Життєпис
Народився 20 липня 1992 року в м. Вінниці.
Його батько — військовий, викладач Острозького військового ліцею.
Після закінчення середньої школи поступив до Академію сухопутних військ ім. гетьмана Петра Сагайдачного.
У 2013 році закінчив Академію сухопутних військ ім. гетьмана Петра Сагайдачного.
Командир 2-го механізованого взводу, 24-а окрема механізована бригада.
Брав участь в АТО з 24 травня 2014 року. З перших днів у зоні проведення операції взвод під керівництвом офіцера ніс службу на блок-постах в Донецькій області. Уміле керівництво взводом та постійне вдосконалення навичок підлеглого особового складу дало змогу керівництву бригади створити із взводу штурмову групу для знищення терористів у безпосередньому зіткненні з противником.
Загинув 13 серпня 2014 року від артилерійського обстрілу терористами під час виконання завдань в зоні бойових дій біля Новосвітлівки.
20 серпня 2014-го на центральній площі Острога відбулося останнє прощання.
Без Владислава лишилися батьки та сестра.

## Нагороди та вшанування
- 21 жовтня 2014 року — за особисту мужність і героїзм, виявлені у захисті державного суверенітету та територіальної цілісності України, вірність військовій присязі під час російсько-української війни, відзначений — нагороджений орденом «За мужність» III ступеня (посмертно).
- Його портрет розміщений на меморіалі «Стіна пам'яті полеглих за Україну» у Києві: секція 2, ряд 6, місце 36.
- Вшановується 14 серпня на щоденному ранковому церемоніалі вшанування українських захисників, які загинули цього дня у різні роки внаслідок російської збройної агресії[1].

## Галерея

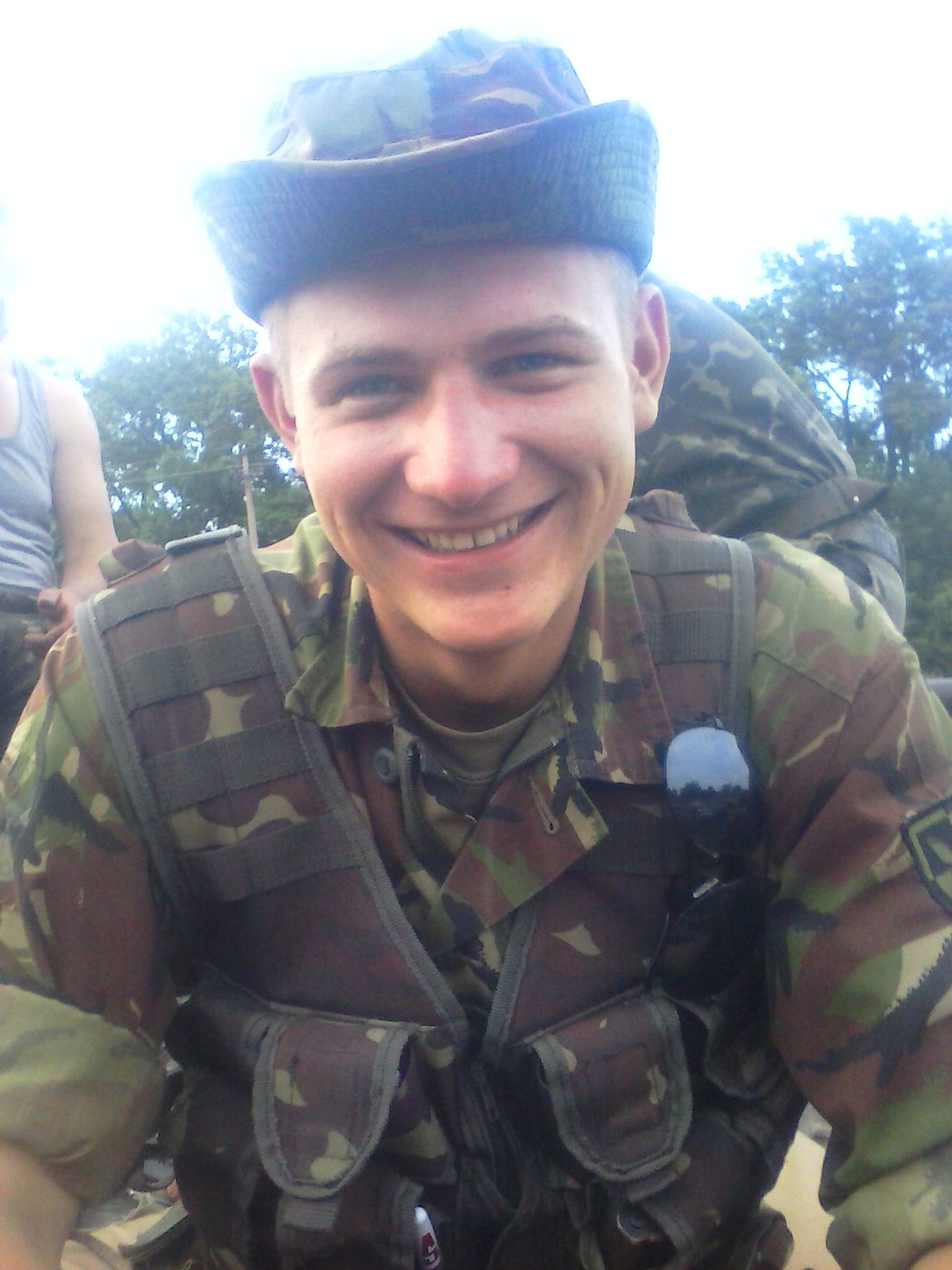
Під час проведення АТО у 2014 році
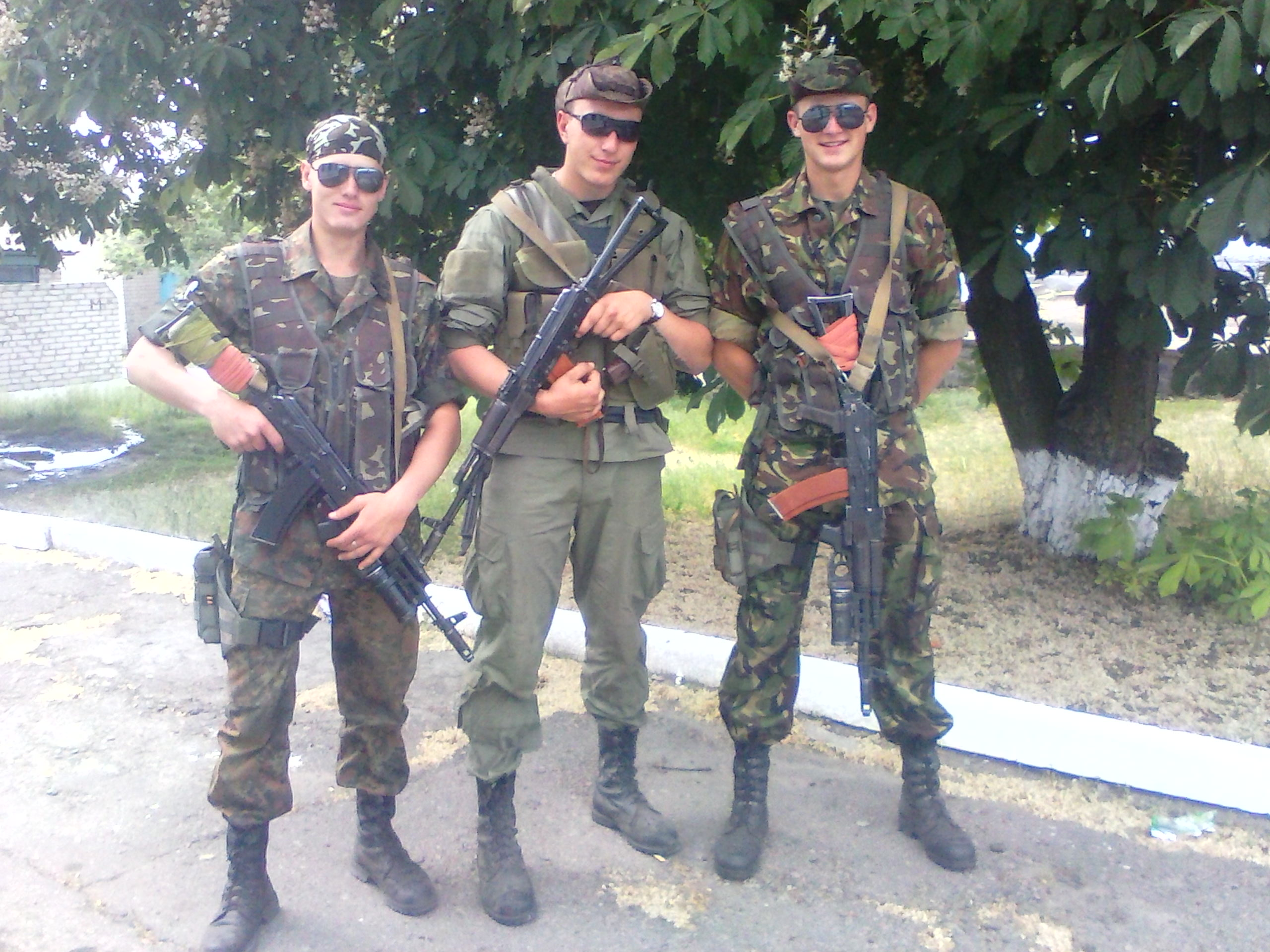
Під час проведення АТО у 2014 році
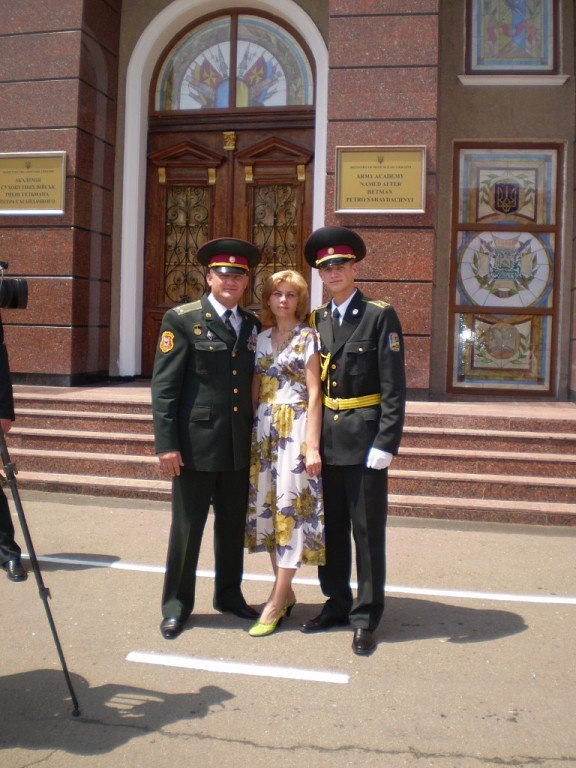
З батьками,Рильською Ілоною Євгенівною,Рильським Олександром Івановичом
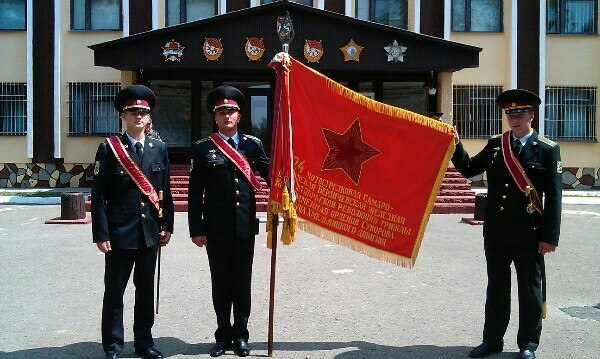
З побратимами з 24 ОМБр.
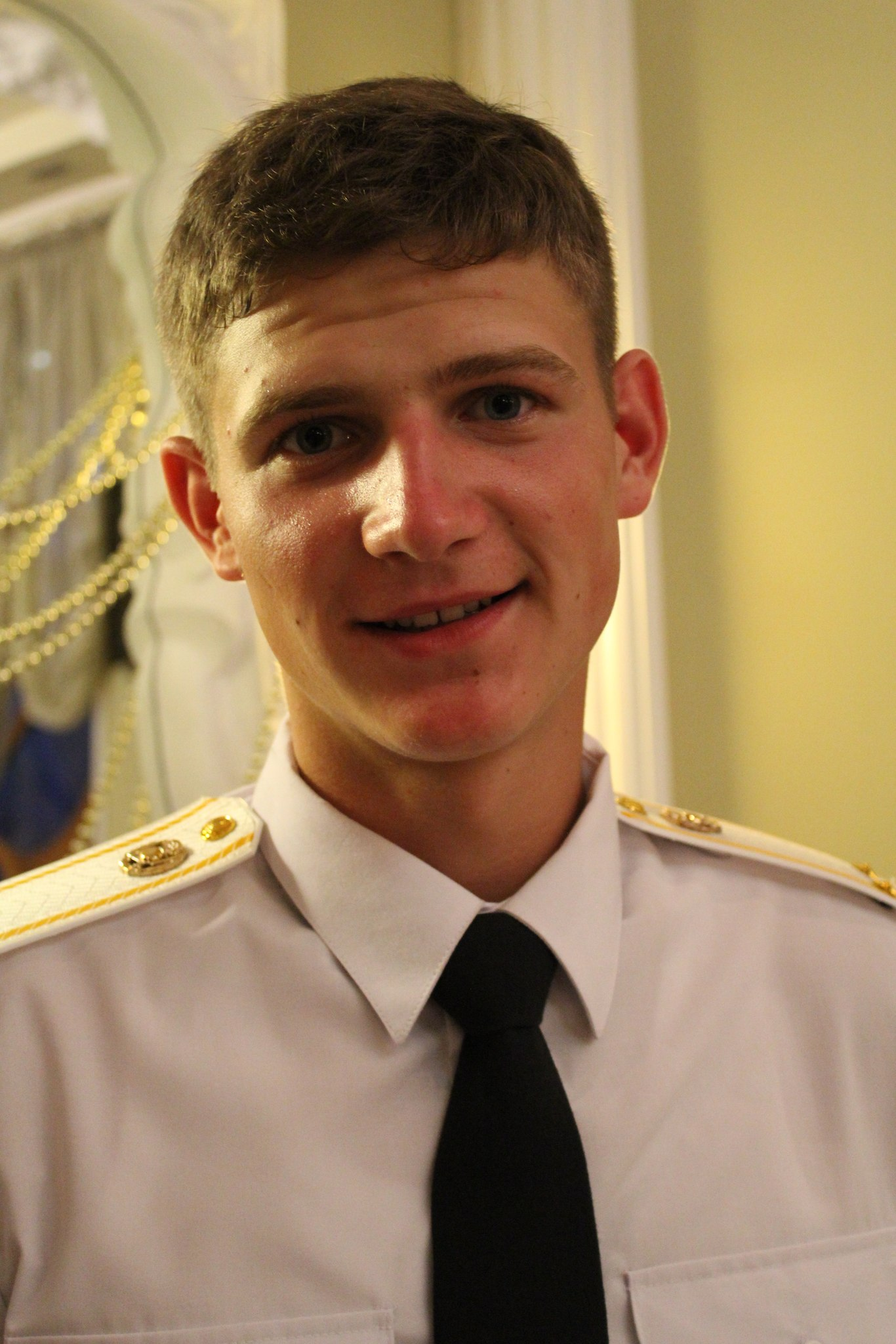
Уже лейтенант
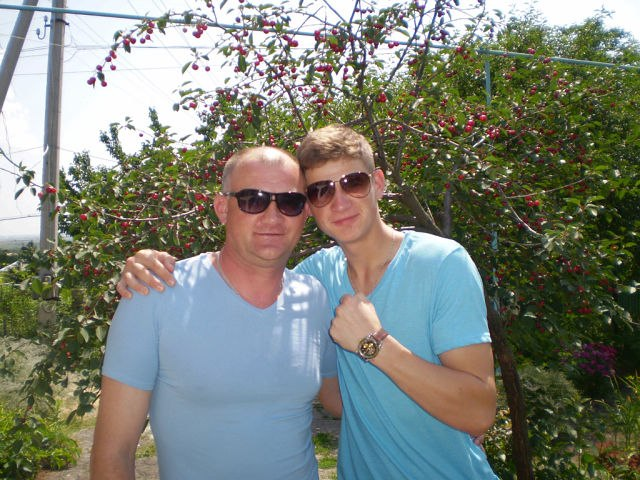
З батьком,Рильським Олександром Івановичом.
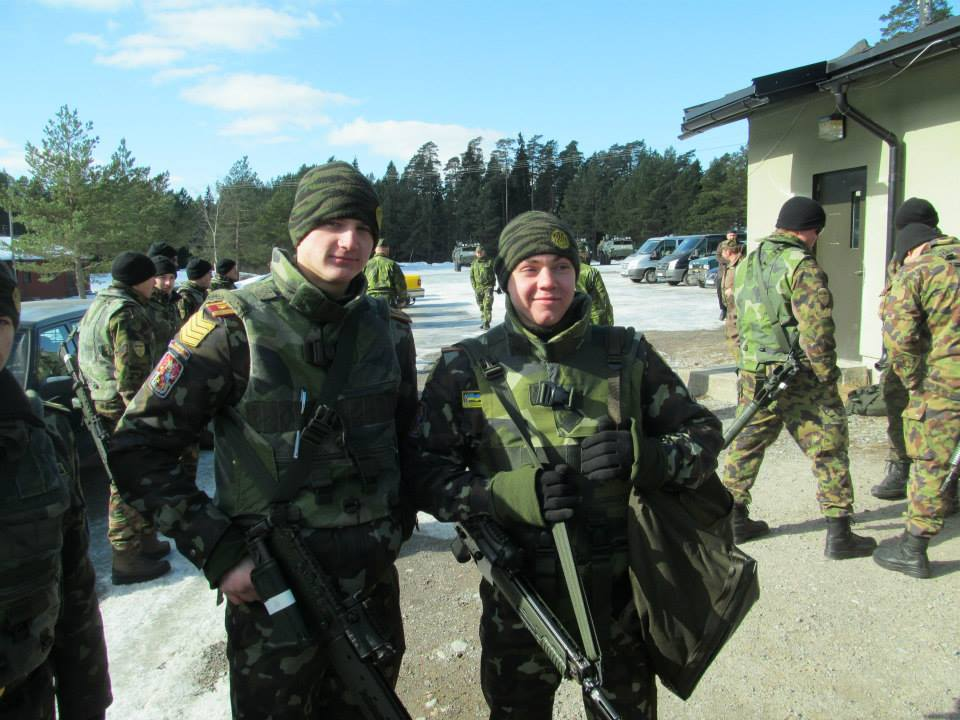
Під час навчань у Швейцарії (на фото ще курсант)
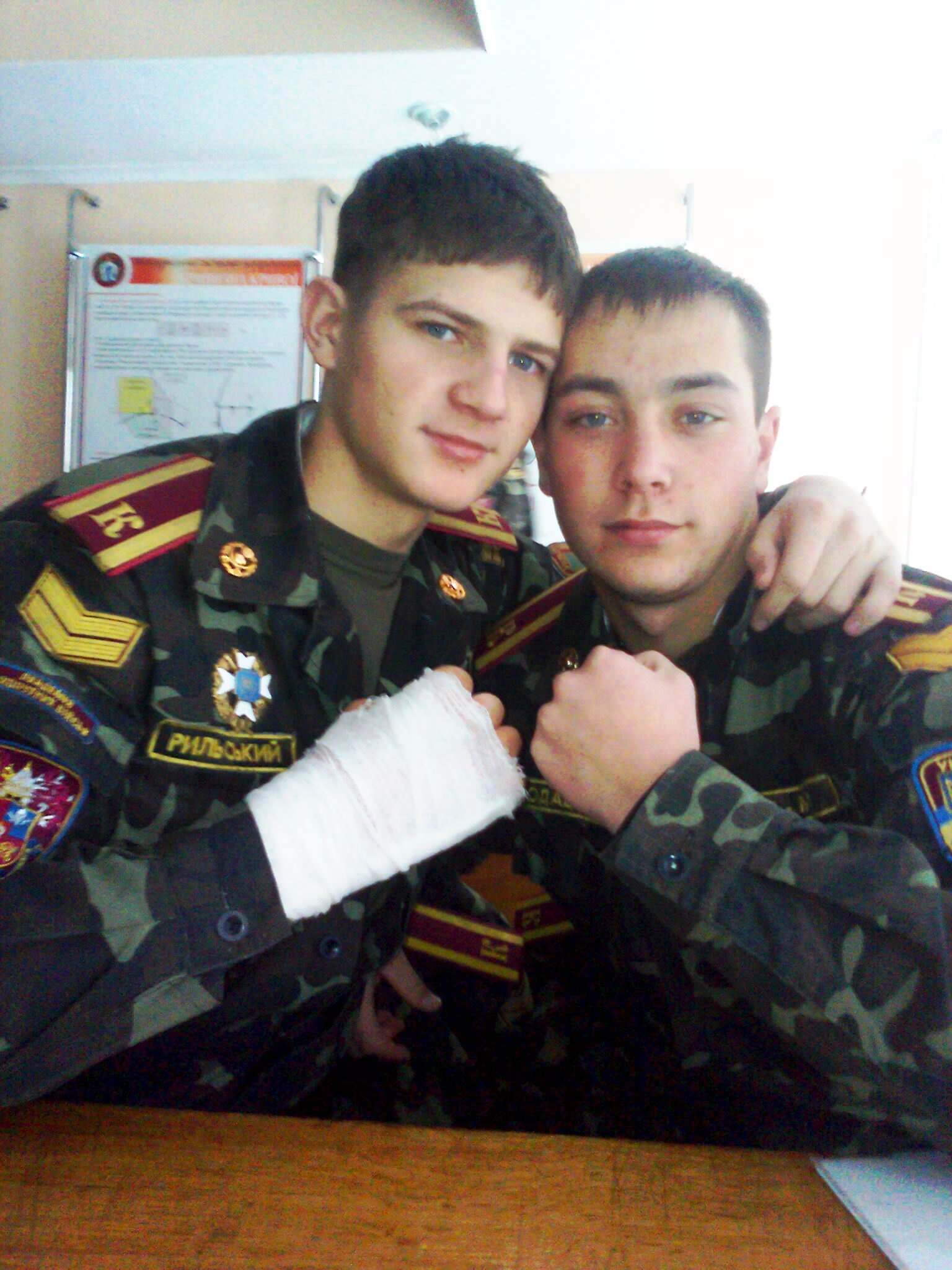
Влад Рильський з другом, Ходацким Артуром. (на фото ще курсант)
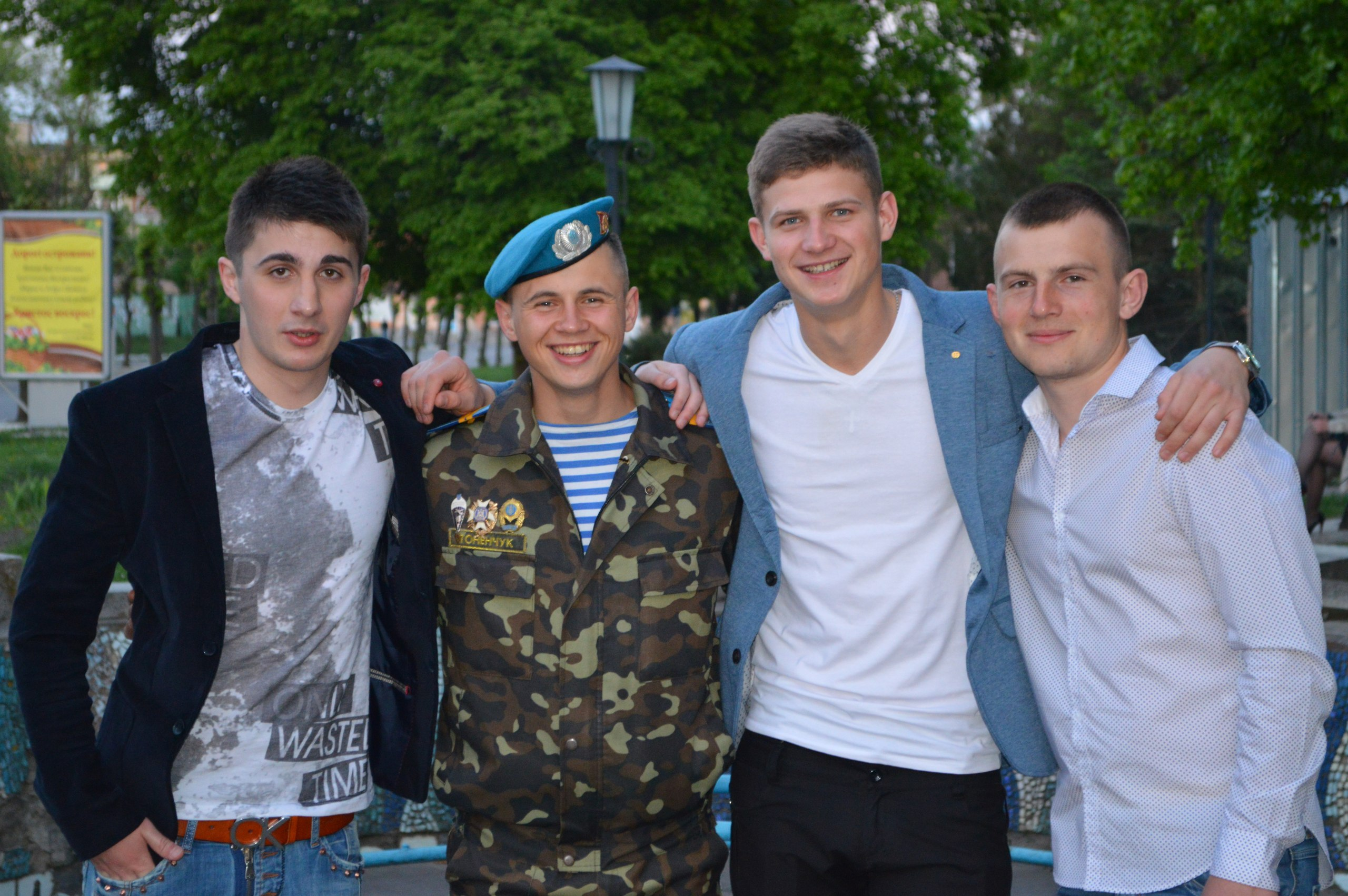
Рильський Влад з друзями.
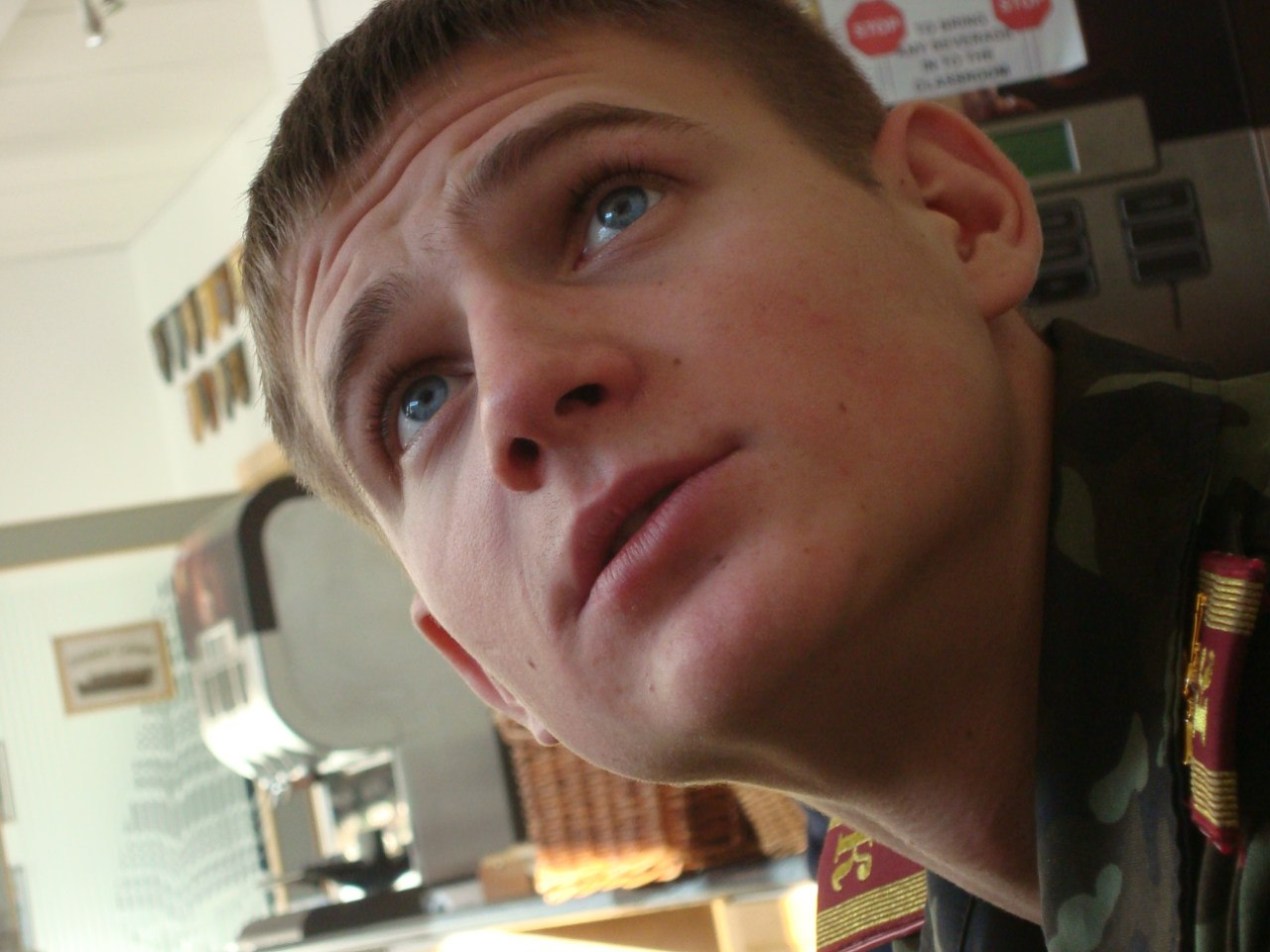
Рильський Влад (на фото ще курсант)
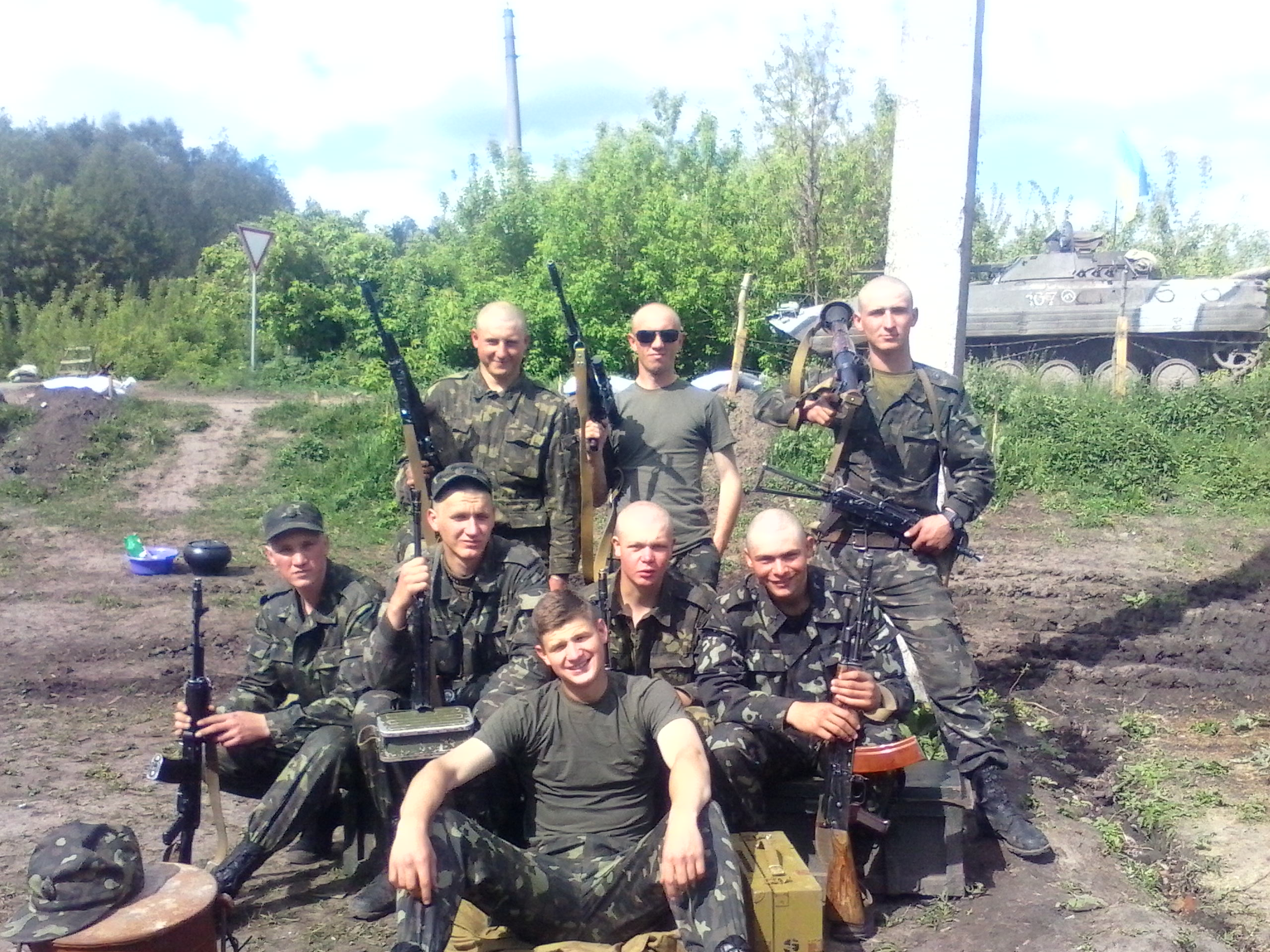
Під час проведення АТО у 2014 році
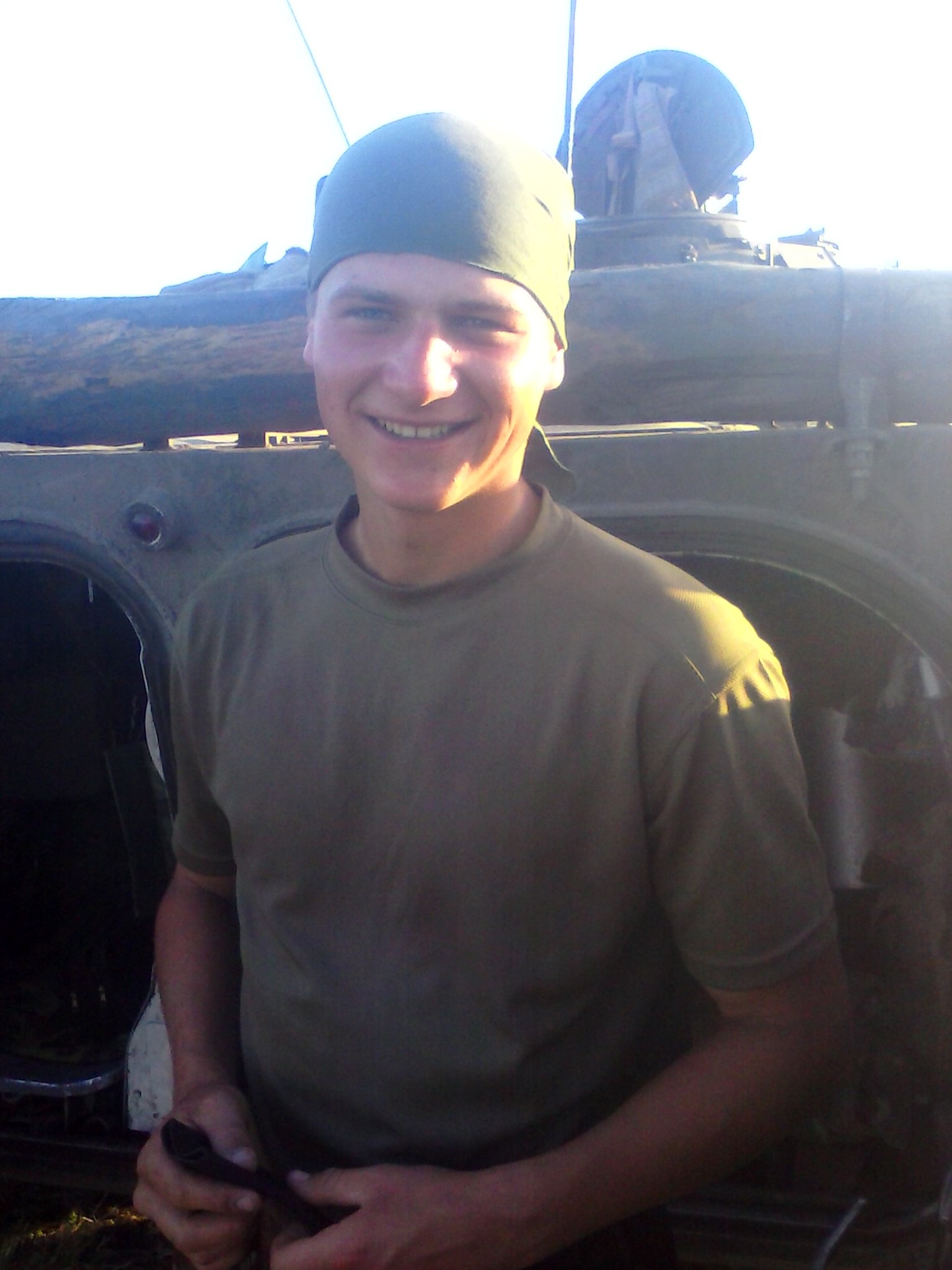
Під час проведення АТО у 2014 році
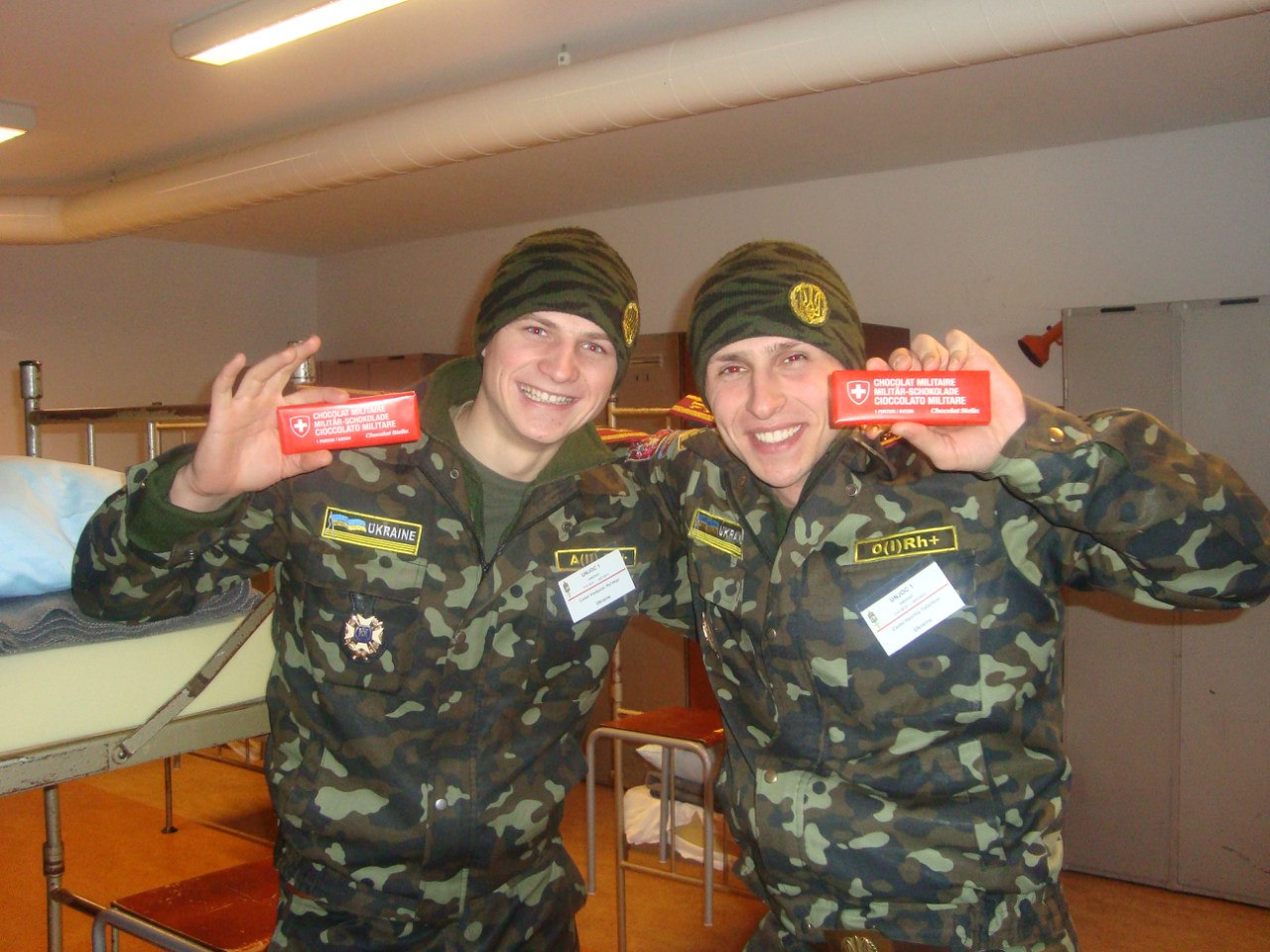
Під час навчань у Швейцарії (на фото ще курсант)